# باول س. يانغ
باول س. يانغ (بالإنجليزية: Paul C. Yang)‏ هو رياضياتي أمريكي، ولد في 1947 في Changhua ‏ في تايوان.